# Viljam A. Sihvonen

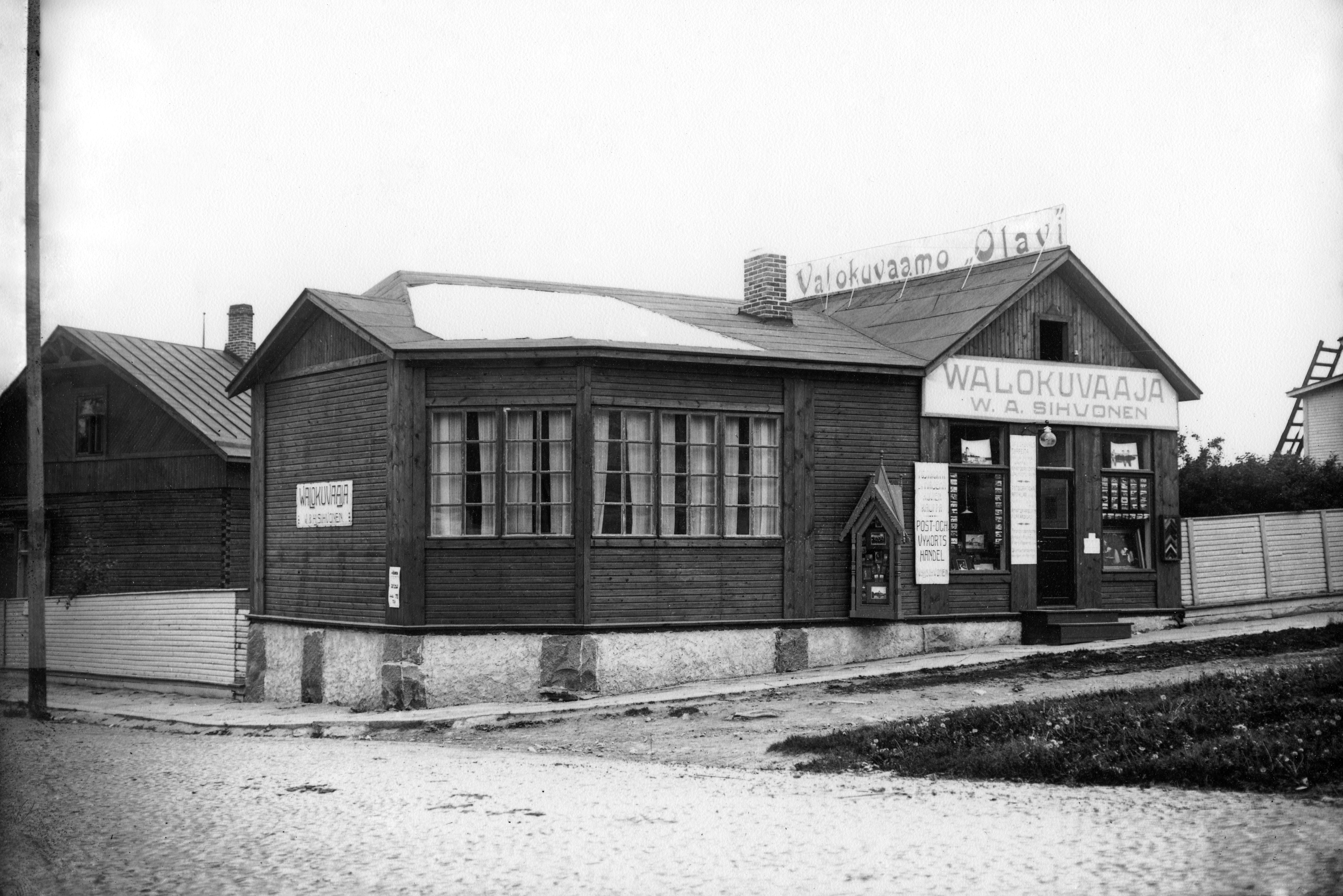
Atelier Olavi vid Olofsgatan 26 i Nyslott, mellan 1912 och 1932.

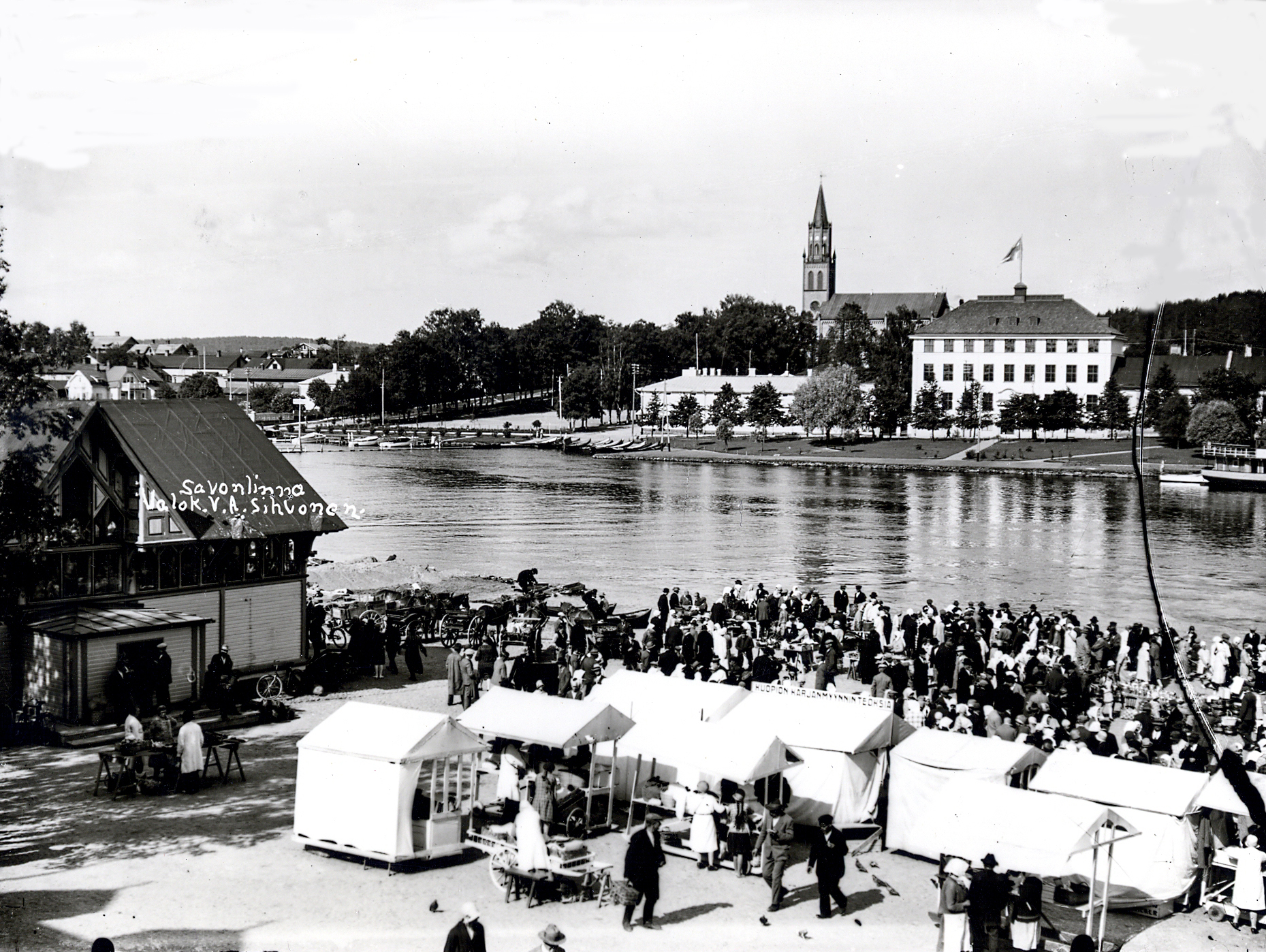
Salutorget i Nyslott mellan 1926 och 1932

Viljam Alexander Sihvonen, född 14 november 1879 i Nyslott i Finland, död 14 juli 1932 i Nyslott, var en finländsk fotograf.
Viljam Sihvonen var son till muraren och fotografen Aleksander Sihvonen (1852–1919). Han började som fotograf 1894 hos sin far i dennes ateljé på Kyrkogatan i Nyslott. Han grundade 1908 en egen fotostudio tillsammans med sin bror Hjalmar Sihvonen (1883–1919) vid Olofsgatan i Nyslott. Han köpte sin brors andel i ateljén 1910. Under Finlands inbördeskrig 1918 arbetade Viljam Sihvonen som frontfotograf i Rautus på Karelska näset.
Sonen Paavo Sihvonen fortsatte driva fotoateljén efter hans död 1932. 

## Bildgalleri

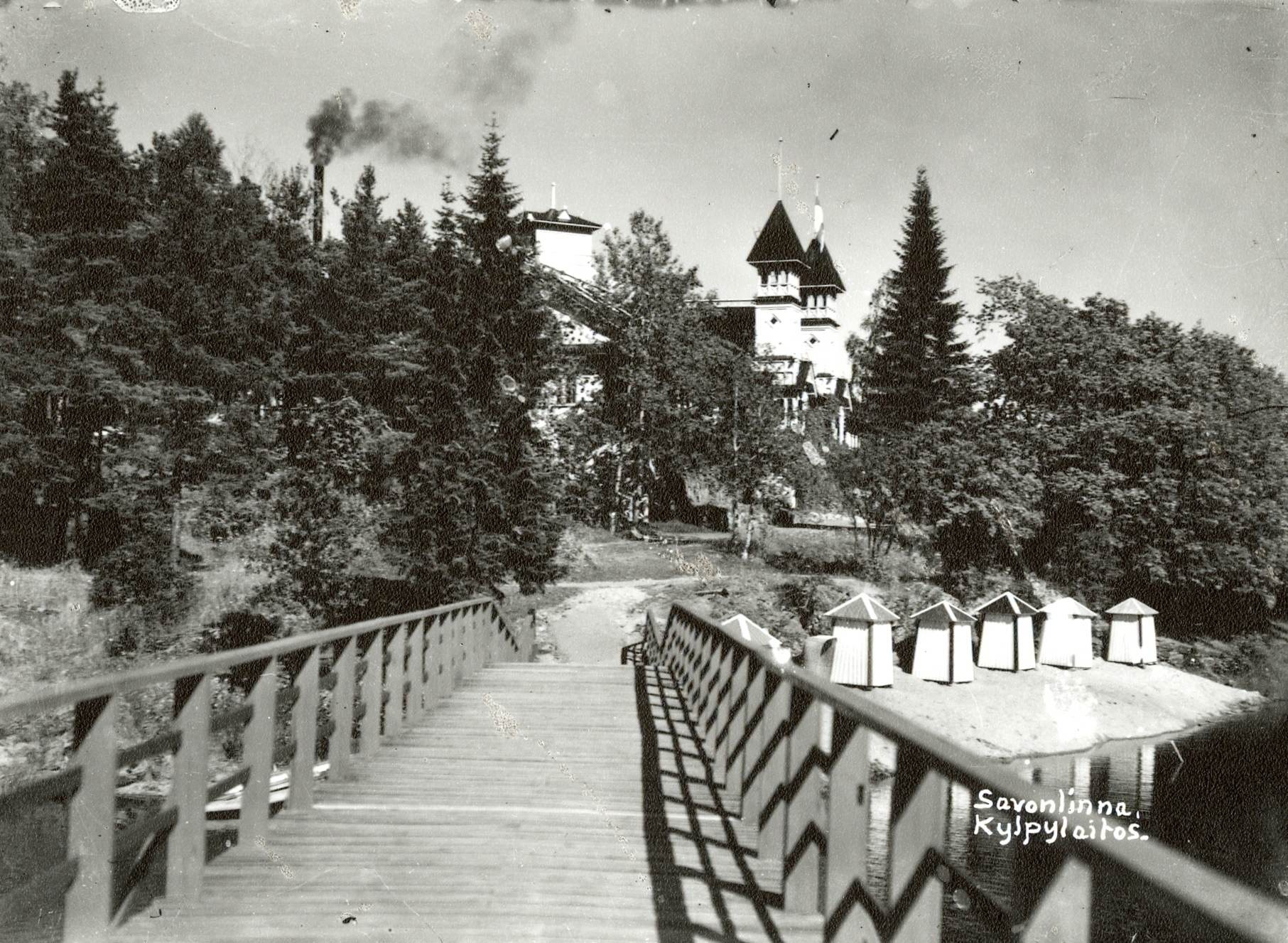
Badplats, sedd från bron till Nätholmen
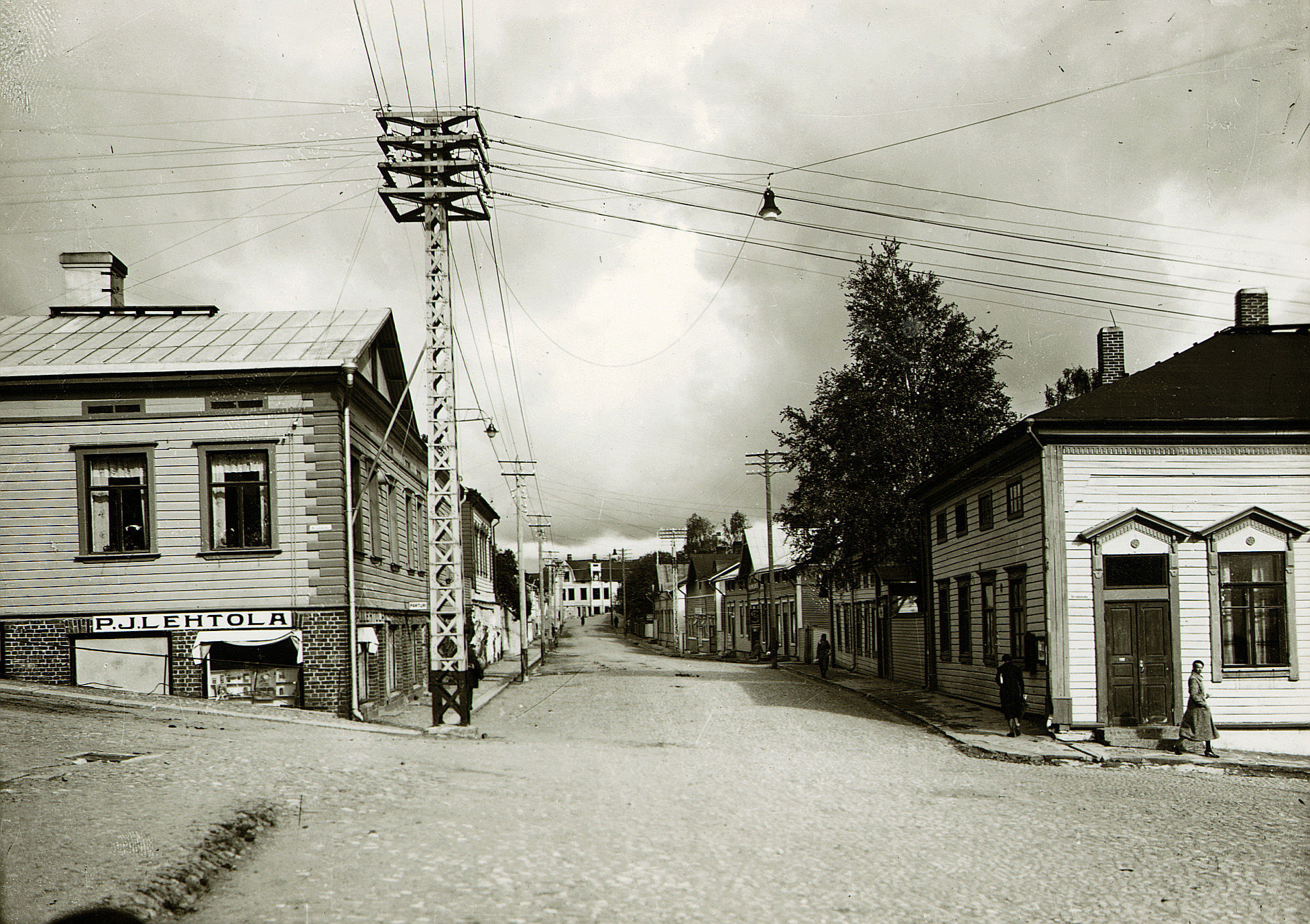
Hörnet Skolgatan/Olofsgatan i Nyslott, början av 1930-talet
Kyrönsalmibron, med Olofsborg i bakgrunden, 1910-talet
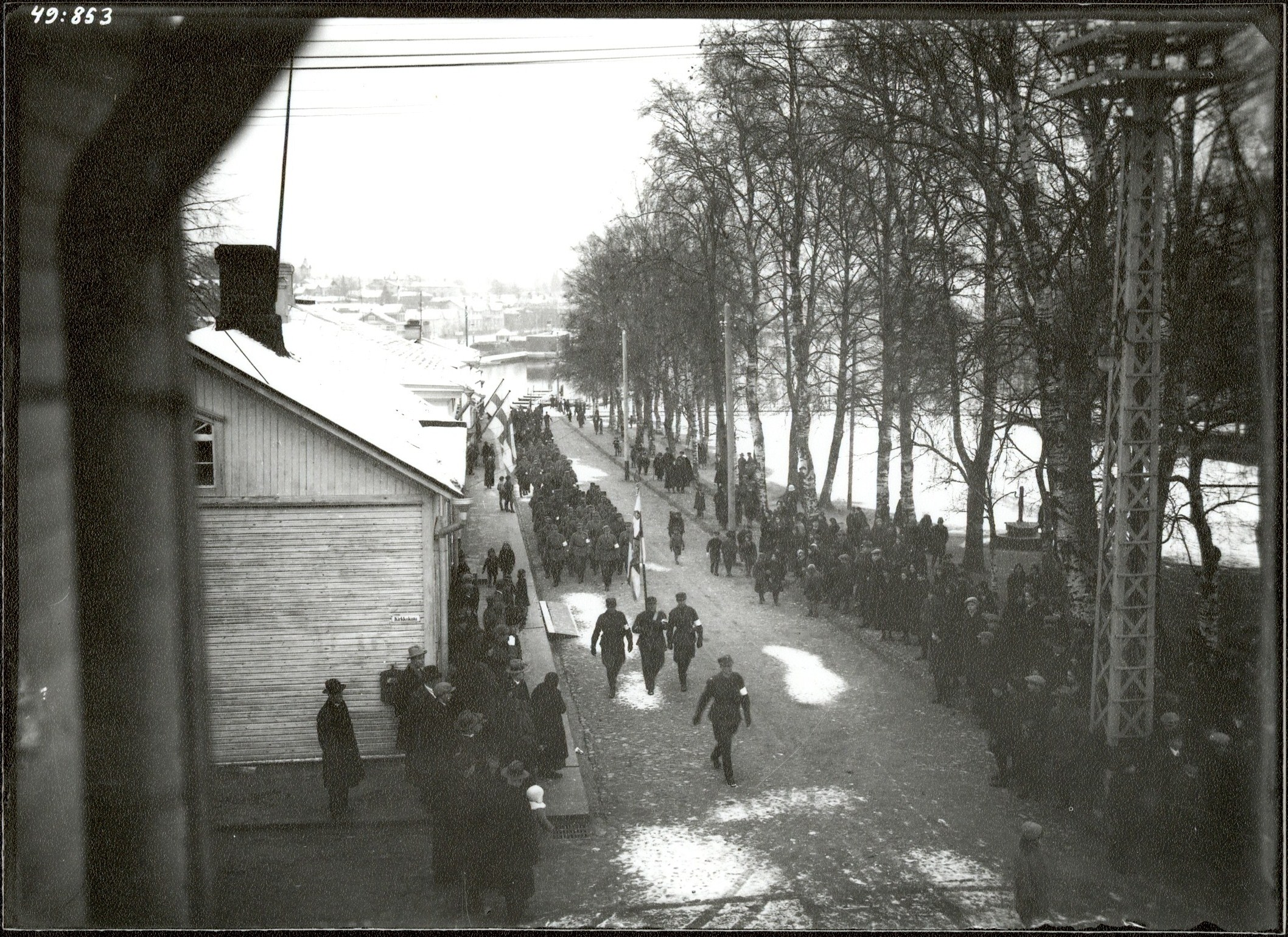
Marscherande vitgardister på Sotilaspojagatan
Vy åt nordväst från Nälkäkinna
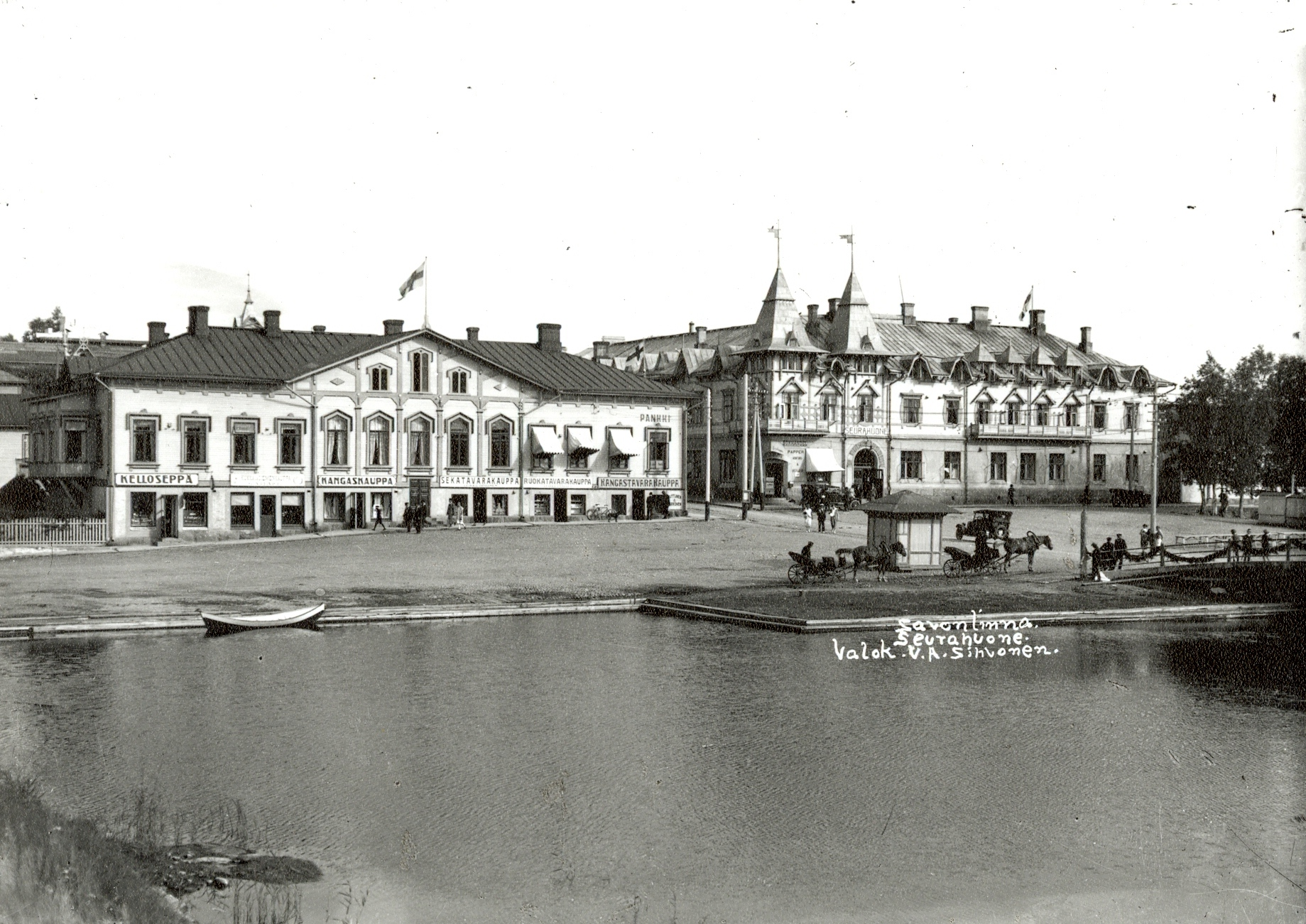
Salutorget, med Hotelli Seurahuone till höger, mellan 1929 och 1932
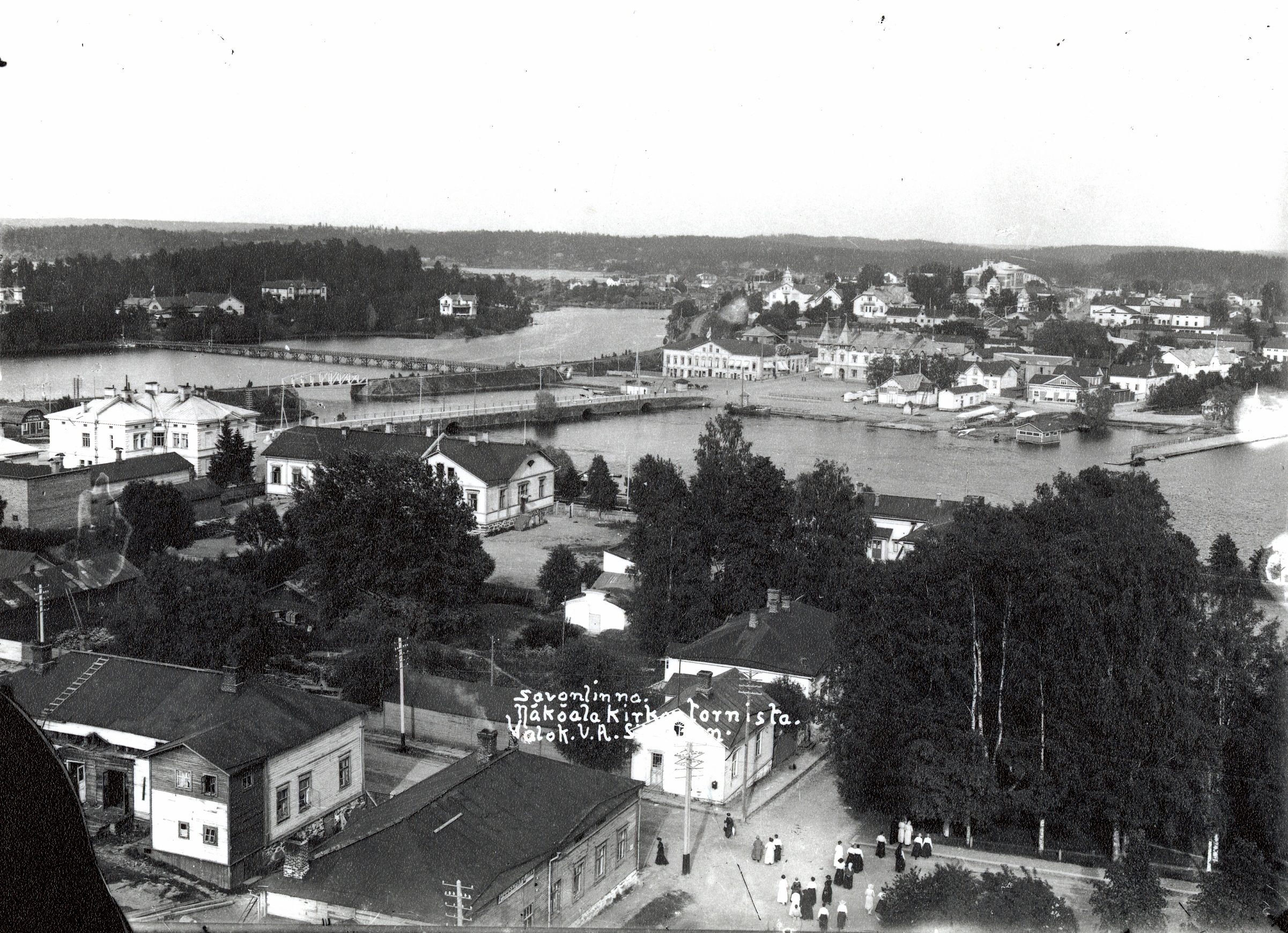
Vy från tornet på Nyslotts kyrka österut, 1925
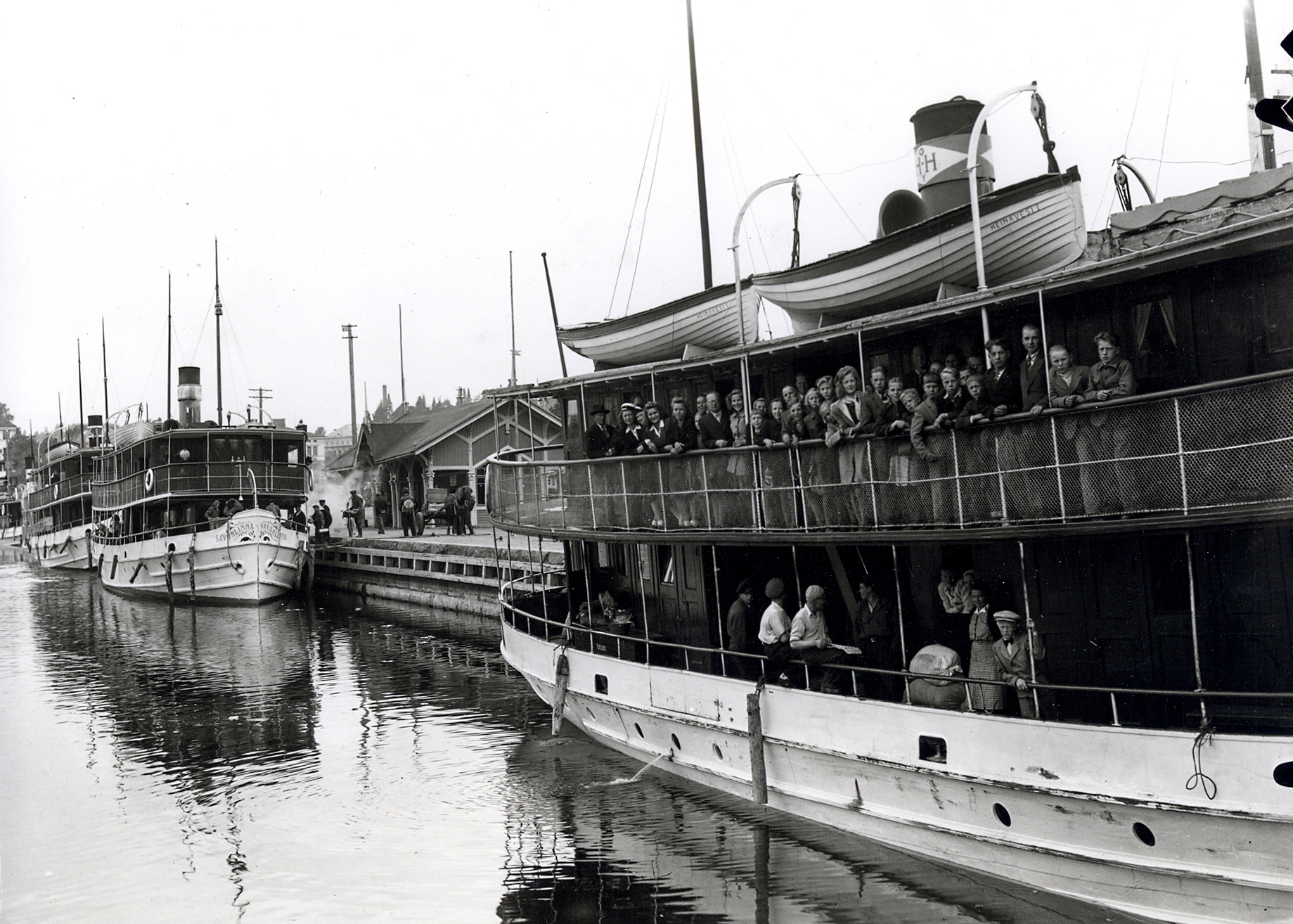
Hamnen i Nyslott med S/S Heinävesi och S/S Savonlinna, 1920-tal–1932